# Pascal Elbé
Pascal Elbé (Colmar, 13 maart 1967) is een Frans filmregisseur, scenarioschrijver en acteur. 
Elbé groeide op in een joodse, van oorsprong Algerijnse, familie in Strasbourg. In 1987 begon hij zijn carrière in het theater, om in 1996 zijn filmdebuut te maken in Faillait pas!... van Gérard Jugnot. Voor zijn rol in Père et fils uit 2003, waarvoor hij tevens zijn debuut maakte als scenarist, werd hij genomineerd voor de César voor beste jonge acteur. 
Zijn eerste film als regisseur, Tête de turc, kende zijn première in 2010. Op het Internationaal filmfestival van Montreal won hij voor deze film de award voor beste regisseur. Tevens was hij met deze film op hetzelfde filmfestival genomineerd voor de "Grand Prix des Amériques" en voor de César voor beste debuutfilm. 

## Filmografie

### Als regisseur
- Je compte sur vous (2015)
- Tête de turc (2010)

### Als scenarioschrijver
- Je compte sur vous (2015)
- Tête de turc (2010)
- 3 amis (2007)
- Mauvaise foi (2006)
- Cirque du Soleil: Solstrom (2003-2004, televisieserie, 2 afleveringen)
- Père et fils (2003)

### Als acteur
- Une chance de trop (2015, televisieserie, 6 afleveringen)
- Sous les jupes des filles (2014)
- 24 jours (2014)
- Corto (2014, korte film)
- Piégé (2014)
- Les invincibles (2013)
- La cerise sur le gâteau (2012)
- Le fils de l'autre (2012)
- Mon canard (2012, korte film)
- La solitude du pouvoir (2011, televisiefilm)
- R.I.F. (Recherches dans l'Intérêt des Familles) (2011)
- Comme les cinq doigts de la main (2010)
- Tête de turc (2010)
- Neuilly sa mère! (2009)
- Quelque chose à te dire (2009)
- Romaine par moins 30 (2009)
- L'emmerdeur (2008)
- Mes amis, mes amours (2008)
- Comme les autres (2008)
- Les insoumis (2008)
- Un cœur simple (2008)
- Cortex (2008)
- Le dernier gang (2007)
- 3 amis (2007)
- UV (2007)
- La tête de maman (2007)
- Le héros de la famille (2006)
- Mauvaise foi (2006)
- Le porte-bonheur (2006, televisiefilm)
- Le Rainbow Warrior (2006, televisiefilm)
- Le cactus (2005)
- Vénus & Apollon (2005, televisieserie, 1 aflevering)
- L'amour aux trousses (2005)
- Les mauvais joueurs (2005)
- Tout pour plaire (2005)
- Nos amis les flics (2004)
- Elie annonce Semoun, la suite... (2003)
- Père et fils (2003)
- Le raid (2002)
- Vertiges de l'amour (2001)
- Mes pires potes (2000-2001, televisieserie, 20 afleveringen)
- H (2001, televisieserie, 1 aflevering)
- Margaux Valence: Le secret d'Alice (2001, televisiefilm)
- Pique-nique (2000, korte film)
- Vive nous! (2000)
- Tout baigne! (1999)
- Les parasites (1999)
- Bimboland (1998)
- XXL (1997)
- Une femme très très très amoureuse (1997)
- Fallait pas!... (1996)
- Les chiens ne font pas des chats (1996, televisiefilm)